# راقودية
الرَّاقُودِيَّةُ (الاسم العلمي Platycephalidae)، فصيلة أسماك بحرية من رتبة عقربيات البحر. اعطانها جميع بحار المحيط الهندي والمحيط الهادي، وعُثر على عدد قليل من أسماك مسطحة الرأس الشوكية في بحر الأبيض المتوسط وهي أنواع مهاجرة من البحر الأحمر.